# Sylvie Crossman
Pour les articles homonymes, voir Crossman.
Sylvie Crossman, née à Raiatea le 4 janvier 1954, est une écrivaine française. 
Elle est la présidente d'Art Sans Frontières, association fondée en janvier 1992, sous l'égide de Michel Butor, Michel Déon, Jean et Simone Lacouture et de Léopold Sédar Senghor. En 2010, elle est à l'origine de la publication d' Indignez-vous ! en mettant en forme les trois entretiens qu'elle a eus avec Stéphane Hessel.

## Biographie
Née à Raiatea en Polynésie française, elle étudie à l'École normale supérieure de Fontenay-aux-Roses puis vit à Los Angeles de 1974 à 1981 où elle est enseignante à l’université. Elle mène plusieurs missions humanitaires notamment en Thaïlande et au Cambodge et est correspondante du journal Le Monde à Los Angeles de 1978 à 1981. De retour en France, elle publie Californie, le nouvel âge et un roman historique, La Guéniza. En 1985, elle s'installe en Australie où elle s'intéresse à la culture des aborigènes. Avec son compagnon Jean-Pierre Barou, elle organise en 1990 une exposition d'art aborigène à Montpellier. 
En 1995, elle est commissaire avec Jean-Pierre Barou, d'une exposition aux Halles de la Villette à Paris où des moines tibétains construisent un mandala de Kalachakra,.
En 1996, elle fonde avec son compagnon Jean-Pierre Barou les éditions Indigène,,,.

## Œuvres
- 1981 : Le Nouvel âge, avec Edouard Fenwick, Le Seuil
- 1983 : Californie : le nouvel âge, avec Edouard Fenwick, Le Seuil
- 1987 : La Guéniza, avec Michel Gabrysiak, roman, Le Seuil (Prix Jean d'Heurs du roman historique, 1988)
- 1993 : Jean Lacouture : la biographie du biographe, éd. Balland
- 1995 : Tibet : la roue du temps : pratique du mandala, codir. avec Jean-Pierre Barou, Actes Sud,  (ISBN 2-7427-0552-X)
- 1997 : Benjy voyage au pays du mandala tibétain, illustrations Christine Estève, roman jeunesse, éd. Indigène
- 1997 : Sur les traces de la fourmi à miel, peintres aborigènes d’Australie, illustrations Bronwyn Bancroft, éd. Indigène
- 1998 : Tibet les formes du vide, avec Jean-Pierre Barou, éd. Indigène
- 2001 : Enquête sur les savoirs indigènes, avec Jean-Pierre Barou, éd. Calmann Lévy (rééd. Folio Gallimard, 2005)[13]
- 2004 : Les clés de la santé indigène, avec Jean-Pierre Barou, éd. Balland
- 2005 : La santé indigène, avec Jean-Pierre Barou, éd. Indigène
- 2008 : Sœurs de peau, roman, Albin Michel
- 2010 : Tibet : une histoire de la conscience, avec Jean-Pierre Barou, Le Seuil
- 2011 : Femmes, où en êtes vous ?, volume 2, Planète femme, gitanes, aborigènes, amérindiennes, saoudiennes, tunisiennes..., sous la direction de Sylvie Crossman, textes Claire Auzias, Marcia Langton, Najla Hariri, éd. Indigène
- 2012 : Peintres aborigènes d'Australie, Papunya, Utopia, Terre d’Arnhem, Turkey Creek : exposition, Grande halle de La Villette, Paris, du 25 novembre 1997 au 11 janvier 1998, codir. Jean-Pierre Barou, éd. Indigène, 2012 (catalogue d’exposition)
- 2012 : Tibet, une autre modernité, avec Jean-Pierre Barou, Points Essais
- 2012 : Déclarons la paix ! Pour un progrès de l'esprit, Stéphane Hessel et le 14e dalaï-lama, préface avec Jean-Pierre Barou, éd. Indigène,  (ISBN 9791090354258)
- 2018 : Le fils de l'Inde, roman, Le Seuil
- 2019 : Indignez-vous !, adaptation théâtrale du livre de Stéphane Hessel (avec Jean-Pierre Barou), éd. Indigène

### Traductions
- 2008 : Albert Camus et l'Inde, de Sharad Chandra, traduit de l'anglais, éd. Indigène
- 2011 : Indien, mon frère, de Jim Harrison, traduit de l'anglais, éd. Indigène